# Мортен Грен
Мортен Грен (дан. Morten Green; Херсхолм, 19. март 1981) професионални је дански хокејаш на леду који игра на позицији централног нападача. 
Члан је хокејашке репрезентације Данске за коју је дебитовао на светском првенству групе Ц 1999. године. Од 2010. капитен је сениорске репрезентације. 